# Schütt 2 (Braunfels)

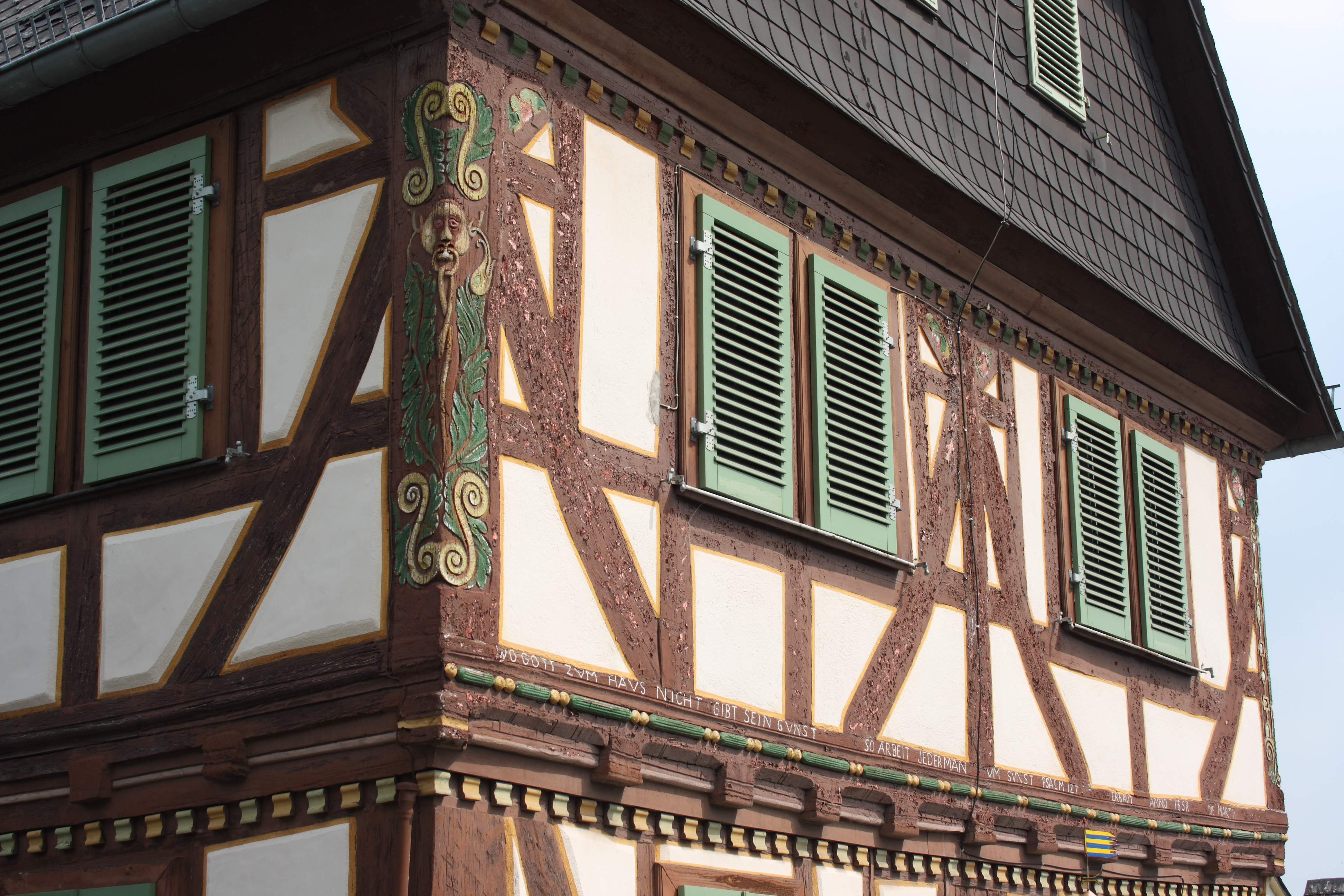
Schütt 2 in Braunfels

Das Gebäude Schütt 2 in Braunfels, einer Stadt im Lahn-Dill-Kreis in Hessen, wurde 1658 errichtet. Das Fachwerkhaus ist ein geschütztes Baudenkmal.

## Beschreibung
Das Gebäude wurde auf der Befestigungsmauer der Schütt errichtet. Der an der Ostseite der Mauer sichtbare Spitzbogen gehört zu einem gewölbten Gang der Stadtbefestigung. Der zweigeschossige Fachwerkbau besitzt gestörte Gefüge mit Mann-Figuren und weist eine Gebälkzone mit Zahnschnitt und Perlschnur auf. Die Eckständer und Kopfwinkel sind mit reichen Schnitzereien versehen.